# Астория (Куинс)
Асто́рия (англ. Astoria) — район на северо-западе боро Куинс, Нью-Йорк. На севере Астория ограничена районом Дитмарс, на западе — районом Вудсайд, на юге — районами Саннисайд и Хантерс-Пойнт. С запада омывается водами пролива Ист-Ривер. Астория входит в состав района Лонг-Айленд-Сити.
Астория сообщается с Манхэттеном мостом Куинсборо и с Бронксом мостом Хелл-Гейт.

## История
В середине XVII столетия губернатор Стёйвесант даровал некоему Уильяму Халлетту 60 га земли в районе, где ныне расположена Астория. Эта территория получила название Халлетт-Коув. Во владении семьи Халлеттов она оставалась вплоть до XIX века.

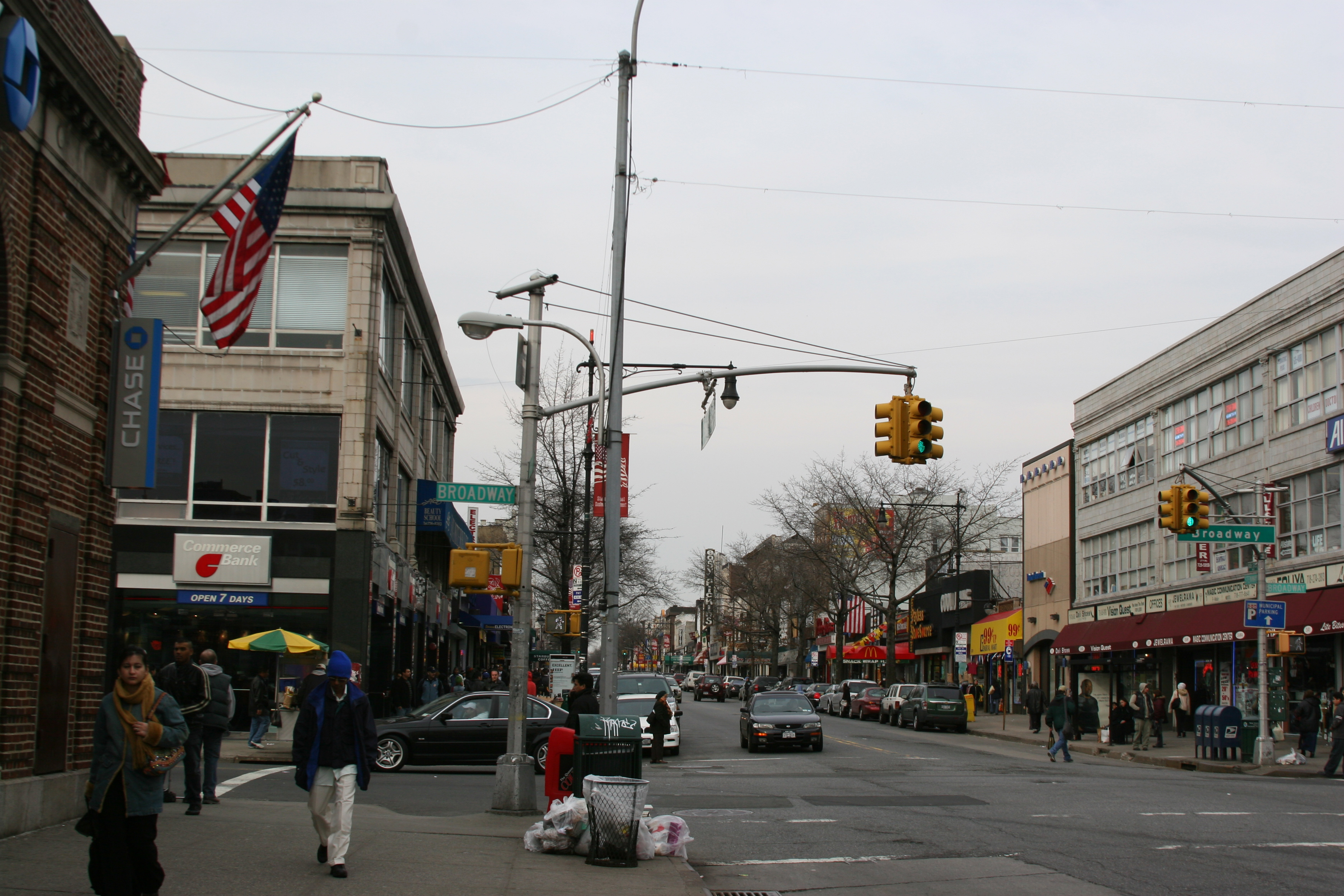
Пересечение куинсского Бродвея и Стейнвей-стрит

Джон Джекоб Астор вложил в развитие поселения 500$ (около 13 000$ по курсу 2010-х), и в 1839 году на этом месте была основана деревня Астория, названная в его честь. На протяжении 1840-50-х годов деревня постепенно расширялась вглубь Лонг-Айленда. В Астории начали селиться зажиточные ньюйоркцы. В 1869 году немцы выкупили в центральной части Астории четыре фермы, вокруг которых вырос немецкий квартал. Одним из немецких поселенцев был сын основателя корпорации Steinway & Sons Генри Стейнвея Уильям. Он приобрёл крупный участок на улице, ныне носящей его имя, и основал на нём заводской посёлок Стейнвей-Виллидж. В 1870 году Астория вместе с окружающими её поселениями вошла в состав города Лонг-Айленд-Сити.
На стыке XIX и XX веков местная инфраструктура началась активно развиваться. Это привело к значительному притоку населения. В районе стали селиться чехи и словаки. После Второй мировой войны сюда начали приезжать выходцы из Италии, а в 1960-х — из Греции. К середине 1990-х годов греческая диаспора Астории была самой большой в городе.
В 1909 году был построен мост Куинсборо, соединяющий Асторию, остров Рузвельта и Манхэттен, а в 1917 году в районе была проведена эстакадная линия метро BMT Astoria Line. В 1936 году Асторию с Бронксом соединил мост Трайборо.
В начале XXI века бывшие промышленные зоны Астории, особенно расположенные на побережье пролива Ист-Ривер, подвергаются процессу ревитализации и преобразуются в жилые кварталы.

## Население
По данным на 2011 год, численность населения района составляла около 125 000 жителей. Средняя плотность населения составляла около 14 000 чел./км². Средний доход на домашнее хозяйство был несколько ниже среднего показателя по городу: $51 190.
Этнический состав Астории является одним из самых разнородных в Нью-Йорке. Помимо значительного количества греков, здесь проживают выходцы из Азии, Вест-Индии и Балкан, а также иммигранты из арабских стран, прибывшие в 1990-х годах.

## Достопримечательности

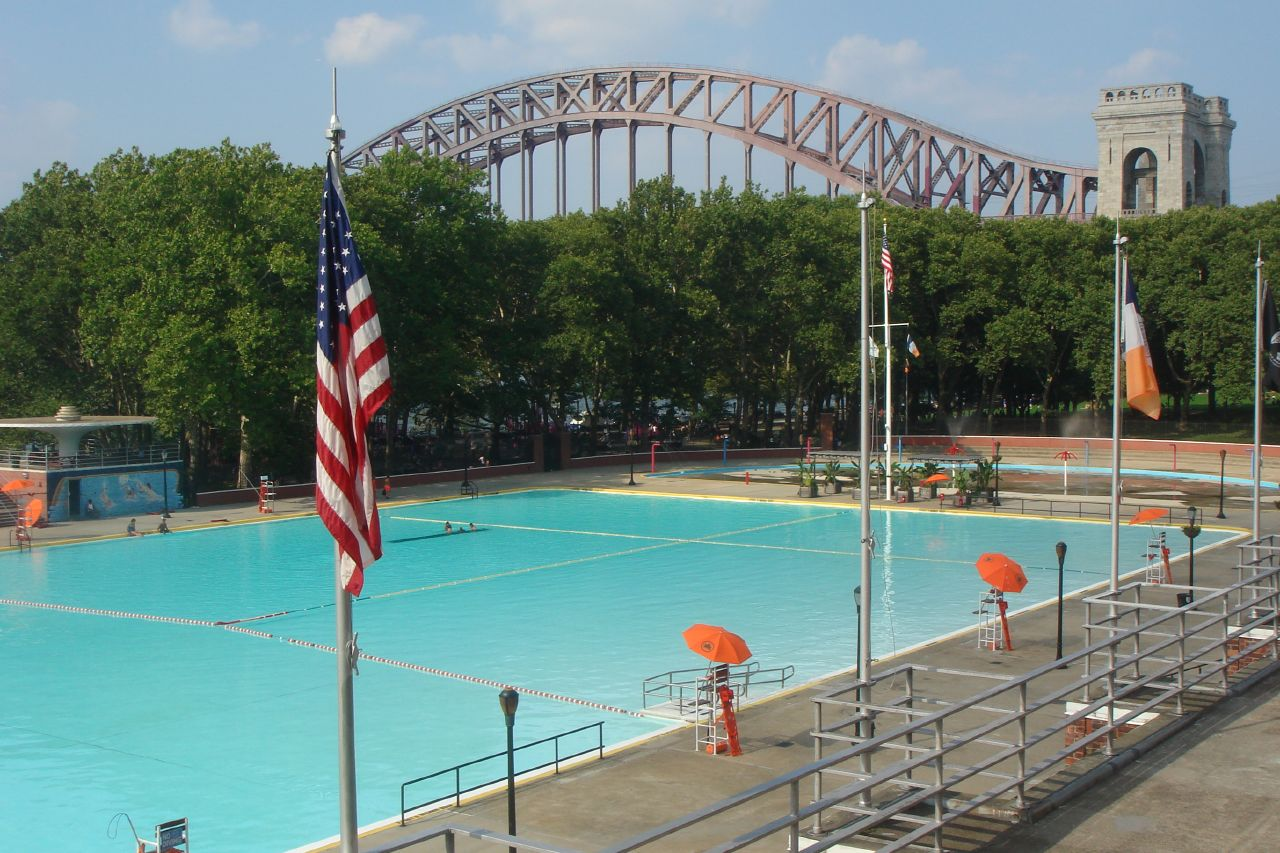
Бассейн в Астория-парке

К заметным достопримечательностям района относятся Астория-парк, в котором расположен самый большой общественный бассейн Нью-Йорка, Музей Ногучи, Парк скульптур Сократа, студия «Кауфман-Астория» и некогда выделенный из неё Музей движущегося изображения.
В Астории снимались такие ленты, как «Славные парни» и «Бронксская повесть».

## Общественный транспорт
Астория обслуживается маршрутами E, F, M, N, R и W Нью-Йоркского метрополитена. По состоянию на апрель 2014 года в районе помимо прочих действовали автобусные маршруты Q18, Q19, Q69, Q100, Q101 и Q102.